# Hacia la unidad europea
«Hacia la unidad europea» (título original en inglés: Towards European Unity) fue un ensayo de 1947 de George Orwell sobre el tema de la integración europea. En el ensayo, Orwell especuló sobre posibles futuros en los que el mundo podría caer en una guerra nuclear o en el totalitarismo. Propuso la creación de una Unión Europea socialista democrática como alternativa a tales escenarios, aunque también predijo que tendría que superar la oposición de las potencias imperialistas.
El ensayo representó tanto la culminación de las visiones optimistas de Orwell sobre un futuro socialista, que había desarrollado desde la guerra civil española, como el comienzo de su cambio hacia un pesimismo profundamente arraigado que inspiró su novela distópica 1984.

## Antecedentes

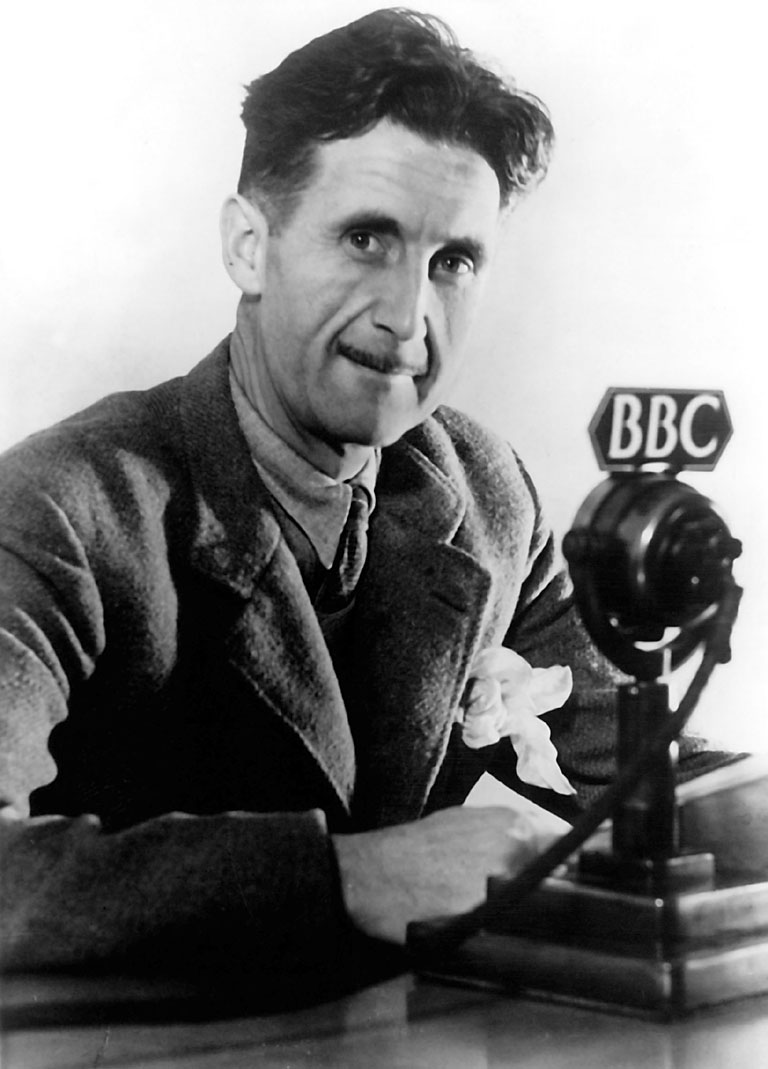
Orwell transmitiendo para la BBC, durante la Segunda Guerra Mundial.

Orwell comenzó su carrera política como un antifascista no alineado, lo que lo llevó a luchar en la guerra civil española, durante la cual desarrolló simpatías por el socialismo y una oposición al totalitarismo. En Homenaje a Cataluña, describió la atmósfera de igualdad social que prevalecía en el país, contrastando directamente este «socialismo auténtico» con las prácticas socialistas autoritarias de control estatal. Creía que en la Unión Soviética los estalinistas habían establecido una «nueva forma de privilegio de clase» bajo el «falso» pretexto del colectivismo y igualitarismo. Orwell llegó a identificar a todos los autoritarios, tanto fascistas como socialistas de Estado, como enemigos de su visión del socialismo democrático. Sus experiencias en la guerra, durante la cual la Iglesia católica colaboró con el bando sublevado, también inculcaron en Orwell un profundo sentido de anticatolicismo; llegó a la conclusión de que la Iglesia católica era inherentemente simpatizante del fascismo y un obstáculo para el establecimiento del socialismo.
Cuando estalló la Segunda Guerra Mundial, ya estaba preocupado por «visiones de un futuro totalitario». Sin embargo, Orwell continuó manteniendo momentáneamente su visión optimista del socialismo; en «Segundas reflexiones sobre James Burnham», una reseña de las obras del autor titular sobre el gerencialismo, criticó a Burnham por su conservadurismo y pesimismo. Pero al final de la Segunda Guerra Mundial, la salud de Orwell se estaba deteriorando y su esposa Eileen Blair había muerto. Posteriormente se retiró a las islas Hébridas Interiores de Escocia y lentamente cayó en un estado de aislamiento social.
Tras la elección del gobierno de posguerra de Clement Attlee en el Reino Unido, Orwell lo criticó abiertamente por no haber logrado establecer el socialismo después de la guerra, señalando que sólo se había centrado en reformas democráticas menores. Aunque era miembro del ala izquierda del Partido Laborista, Orwell se alineó contra las propuestas de la izquierda británica para que Gran Bretaña se convirtiera en una «tercera fuerza» en el escenario internacional, ya que apoyaba la disolución del Imperio británico y el establecimiento de una Unión Europea socialista. De este modo, su perspectiva empezó a alejarse de un socialismo británico localizado y a acercarse a una visión internacionalista del socialismo paneuropeo. Orwell creía que el socialismo democrático paneuropeo era la mejor alternativa a los «falsos tipos de socialismo» presentados por los intelectuales británicos de izquierda y los creyentes en el socialismo soviético. Argumentó que los socialistas británicos, que enfatizaban la democracia y el cambio no violento, podrían convertirse en los líderes de un movimiento socialista paneuropeo contra el capitalismo y el comunismo. Así, concluyó que el racismo en el Reino Unido representaba uno de los mayores desafíos para el socialismo paneuropeo y argumentó que los británicos «deben dejar de despreciar a los extranjeros. Son europeos y deberían ser conscientes de ello».
A medida que la Guerra Fría empezó a tomar forma y Orwell se desilusionó cada vez más con el gobierno de Attlee, perdió gradualmente su optimismo sobre un futuro socialista y comenzó a aceptar que una clase profesional y gerencial estaba en ascenso. Los acontecimientos ocurridos desde el final de la Segunda Guerra Mundial lo persuadieron de que el totalitarismo aún no había sido derrotado, y que tanto Estados Unidos como la Unión Soviética demostraban tendencias totalitarias. Empezó a pensar que las alternativas socialistas a un futuro totalitario eran poco probables. Tras una visita a la Alemania de posguerra y ser testigo de la destrucción causada por la guerra, escribió sobre su rechazo al Plan Morgenthau y su creencia de que una Federación Europea debería hacerse cargo de la reconstrucción de Alemania.  En julio de 1947, publicó sus pensamientos sobre el tema en el ensayo «Hacia la unidad europea» en Partisan Review, como contribución a la serie de la revista sobre «El futuro del socialismo». El ensayo de Orwell fue el cuarto de la serie, después de los artículos de los anticomunistas estadounidenses Sidney Hook, Granville Hicks y Arthur M. Schlesinger Jr., y antes de un artículo de Víctor Serge sobre el socialismo humanista.

## Contenido
Orwell comenzó el ensayo asumiendo el papel de un médico, con el objetivo de mantener vivo el movimiento socialista y ayudar a su recuperación. Insistió en que los socialistas siempre debían actuar bajo el supuesto de que el socialismo puede establecerse, aunque admitió que las probabilidades no estaban a su favor. Calculó la probabilidad de supervivencia de la civilización durante los siglos XX y XXI, que juzgó bastante baja debido al avance de la proliferación nuclear.
Orwell especuló sobre los posibles escenarios para el futuro del continente europeo. En el primer escenario, Estados Unidos, como única potencia nuclear mundial, podría librar una guerra preventiva contra la Unión Soviética; le preocupaba que esto diera lugar a nuevos imperios y a más guerras interimperialistas, aunque creía que era poco probable debido a las persistentes tendencias democráticas en Estados Unidos. En el segundo escenario, otros países podrían desarrollar sus propias armas nucleares y librar una guerra nuclear entre sí, causando un colapso social; señaló que, si bien un retorno a la sociedad preindustrial podría considerarse un resultado deseable, no era convincente para el establecimiento del socialismo. En el tercer escenario, el statu quo se congelaría y el mundo se dividiría entre unas cuantas grandes superpotencias, cada una de las cuales sería un estado altamente estratificado y totalitario. Orwell creía que el tercero era el resultado más probable y el peor posible, y le preocupaba que este escenario pudiera durar años e impedir el establecimiento de un consenso político mundial.
Como alternativa a este futuro, Orwell propuso la unificación de Europa Occidental bajo un sistema de socialismo democrático. Creía que el establecimiento de una sociedad libre e igualitaria a gran escala, en la que no existiera ningún incentivo para buscar poder o beneficio económico, solo era posible mediante la creación de una Europa federal. Esto habría requerido la abolición de la soberanía de los estados nacionales individuales, con el fin de crear una federación socialista a través de las fronteras nacionales. Sostuvo que un socialismo democrático de ese tipo, con su énfasis en la libertad, la igualdad social y el internacionalismo, sólo era posible establecerlo en Europa, ya que todavía atraía a un gran número de europeos en Austria, Checoslovaquia, Francia, Italia, los Países Bajos, España, Suiza y el Reino Unido.  Por el contrario, creía que el socialismo no se había afianzado en África, Asia y América Latina. En la mente de Orwell, una federación socialista europea sería una manera para que Europa mantuviera su independencia de la hegemonía tanto del capitalismo estadounidense como del comunismo de estilo soviético. También creía que, aunque en última instancia el socialismo tendría que establecerse en todo el mundo, primero tendría que establecerse en un solo lugar y Europa le parecía ser la mejor opción. Por lo tanto, consideraba que la creación de una federación europea socialista era el único objetivo político de su tiempo que valía la pena perseguir.
Consideraba que el principal obstáculo interno a la unidad europea era el conservadurismo y la apatía de muchos europeos, y lamentaba la «incapacidad de la gente para imaginar algo nuevo».  A su vez, previó cuatro peligros externos potenciales para una federación europea socialista. En primer lugar nombró a la Unión Soviética, que según él querría mantener a Europa bajo su control, ya sea mediante una invasión o a través de su influencia sobre los diversos partidos comunistas europeos. En segundo lugar, mencionó a los Estados Unidos, a los que consideraba hostiles a cualquier forma de socialismo,  aunque creía que sería más probable que utilizaran la presión económica que la intervención militar. También advirtió que el Reino Unido sería el más susceptible a la presión económica estadounidense, ya que lo consideraba un territorio dependiente de facto de los Estados Unidos, y propuso que el Reino Unido podría liberarse de la hegemonía estadounidense «abandonando su intento de ser una potencia extraeuropea». En tercer lugar, mencionó la continuidad del imperialismo y el apoyo al mismo entre la clase trabajadora, pues creía que la explotación de las posesiones coloniales había impedido a los europeos construir el socialismo en sus propios países. Mencionó específicamente el fin del régimen colonial británico en la India como un requisito necesario para establecer el socialismo, y predijo que la descolonización implicaría inevitablemente un cambio de perspectiva por un lado y una lucha violenta por el otro. Finalmente nombró a la Iglesia católica, a la que Orwell consideraba enemiga de la libertad de pensamiento, de la igualdad social y de la reforma social.
Orwell creía que el colapso del capitalismo era inevitable, pero no podía predecir lo que podría seguir después. Aunque consideraba improbable la creación de una federación europea socialista, ya que quienes la defendían no tenían la fuerza para implementarla, sugirió una serie de resultados optimistas para el continente. Predijo que Estados Unidos podría encaminarse hacia el socialismo, aunque advirtió que el próximo gran cambio en la política de los Estados Unidos podría ser reaccionario. También previó un futuro potencial en el que Rusia experimentaría una democratización, después de que millones de ciudadanos soviéticos se cansaran del antiguo régimen y buscaran obtener la libertad. También creía que en el caso de que se estableciera el totalitarismo, la tradición liberal en la anglosfera sería capaz de hacer avanzar a la sociedad y mejorar la vida de las personas. A pesar de la posibilidad de que ocurran tales escenarios, concluyó que «el panorama actual, hasta donde puedo calcular las probabilidades, es muy sombrío, y cualquier reflexión seria debe partir de ese hecho».

## Análisis
En el momento de la publicación del ensayo, muchos lo interpretaron como una invectiva contra el proamericanismo expresado por Ernest Bevin, el ministro de Asuntos Exteriores del gobierno de Attlee. El propio Orwell pretendía poner en práctica su plan convenciendo a los socialistas británicos de tomar la iniciativa de promover el socialismo paneuropeo, primero entre ellos y luego en el resto de Europa. Aunque se formó un Grupo Europeo dentro del Partido Laborista para promover la unificación con otros partidos socialistas europeos, Orwell descubrió que la idea no ganó mucho impulso debido a una serie de "dificultades prácticas y psicológicas". Sin embargo, seguía convencido de que era posible establecer una federación europea socialista, siempre que la gente deseara crearla y una década o dos de paz permitieran que la idea se desarrollara. El experto australiano en política exterior Owen Harries caracterizó la propuesta de Orwell de una Europa socialista que actuara como contrapeso a la hegemonía estadounidense y rusa como una forma de tercermundismo. Por otra parte, el académico escocés Graham MacPhee criticó el ensayo de Orwell por eurocentrismo y anglocentrismo.
«Hacia la unidad europea» también marcó un punto de inflexión para Orwell, desde su optimismo socialista anterior a un pesimismo cada vez mayor. Aunque siguió presionando a favor del establecimiento de una Federación Europea socialista democrática, que consideraba esencial para «el futuro de la humanidad», hacia el final de su vida llegó a considerar ese proyecto cada vez más improbable. La publicación de su novela 1984 marcó la culminación de este pesimismo, yendo más allá de su ensayo sobre la integración europea o incluso de las propias predicciones de Burnham sobre una revolución gerencial. La concepción del gerencialismo de Burnham proporcionó en última instancia la base para la distopía totalitaria de Orwell en 1984. Las preocupaciones de Orwell sobre la división del mundo en unas pocas superpotencias totalitarias, expresadas en «Hacia la unidad europea», también formaron la base de la geografía política del libro.
A pesar de ser una clara elaboración de la política de Orwell en el período de posguerra, el ensayo ha sido en gran medida ignorado o pasado por alto por sus comentaristas, particularmente por aquellos en los Estados Unidos. Según el historiador británico John Newsinger, el ensayo demostró el compromiso de Orwell con el socialismo durante los últimos años de su vida y su deseo de establecer una alternativa al sistema existente.

## Lectura adicional
- Calamur, Krishnadev (23 de junio de 2016). «Brexit: What Would George Orwell Do?». The Atlantic. ISSN 2151-9463. Consultado el 21 de noviembre de 2023.
- Campa, Riccardo (2016). «L'idea di socialismo nella filosofia politica di George Orwell» [La idea del socialismo en la filosofía política de George Orwell]. Orbis Idearum (en italiano) 4 (1): 25-45. ISSN 2353-3900. doi:10.26106/1ZSZ-6633.
- Douglass, R. Bruce (septiembre de 1985). «The Fate of Orwell's Warning». Thought: Fordham University Quarterly 60 (3): 263-274. ISSN 0040-6457. doi:10.5840/thought19856031.
- Gibbins, Justin (2023). «George Orwell and American National Identity». Perspectives on Political Science 52 (4): 175-182. doi:10.1080/10457097.2023.2226046.
- Graham, Peter W. (2016). «Byron, Orwell, politics and the English language».  En Beaton; Kenyon Jones, eds. Byron: The Poetry of Politics and the Politics of Poetry. Routledge. pp. 69-79. ISBN 9781315570686. doi:10.4324/9781315570686-7.
- Graham, Colin (10 de abril de 2017). «Orwell's 1984 and the idea of Europe». Irish Humanities. Consultado el 21 de noviembre de 2023.
- Grosvenor, Peter (2009). «George Orwell on the Moral Obligations of Intellectuals».  En Ricci, Gabriel R., ed. Morality and the Literary Imagination 36. Routledge. ISBN 9781315124780. doi:10.4324/9781315124780-6.
- Heldring, J. L. (1965). «Atlantic partnership: European unity». Survival 7 (1): 30-40. doi:10.1080/00396336508440509.
- Keeble, Richard Lance (5 de agosto de 2020). «Orwell and the Atomic Bomb». The Orwell Society. Consultado el 21 de noviembre de 2023.
- Newsinger, John (1999b). «The American connection: George Orwell, 'literary Trotskyism' and the New York intellectuals». Labour History Review 64 (1): 23-43. doi:10.3828/lhr.64.1.23.
- Rodden, John; Rossi, John P. (2010). «If He Had Lived, or A Counterfactual Life of George Orwell». Prose Studies 32 (1): 1-11. ISSN 0144-0357. doi:10.1080/01440351003747576.

- Datos: Q123685029